# Elk Rapids (Michigan)
Elk Rapids – wieś w Stanach Zjednoczonych, w stanie Michigan, w hrabstwie Antrim.